# Quercus engelmannii
Quercus engelmannii, és una espècie de roure que està dins dels roures blancs secció Quercus sect.  Quercus, nadiu al sud de Califòrnia i al nord-oest de Baixa Califòrnia, Mèxic. Se'l coneix amb els noms en anglès Engelmann Oak (Roure Engelmann) o Pasadena Oak (Roure de Pasadena).

## Descripció
És un arbre petit que creix fins a 10 m d'alçada, en general perennifoli, però pot ser caducifoli si n'hi ha una sequera durant els estius calorosos i secs locals, i té una coberta arrodonida o el·líptica. L'escorça és gruixuda, arrugada, i la llum grisa-marró. Les fulles són coriàcies, 3-6 cm de llarg i 1-2 cm ampli, d'un color blau-verdós, i pot ser plana o ondulada, amb marges llisos. Les flors són aments, el fruit és una gla d'1,5-2,5 cm de llarg, amb una maduració de 6-8 mesos després de la pol·linització.

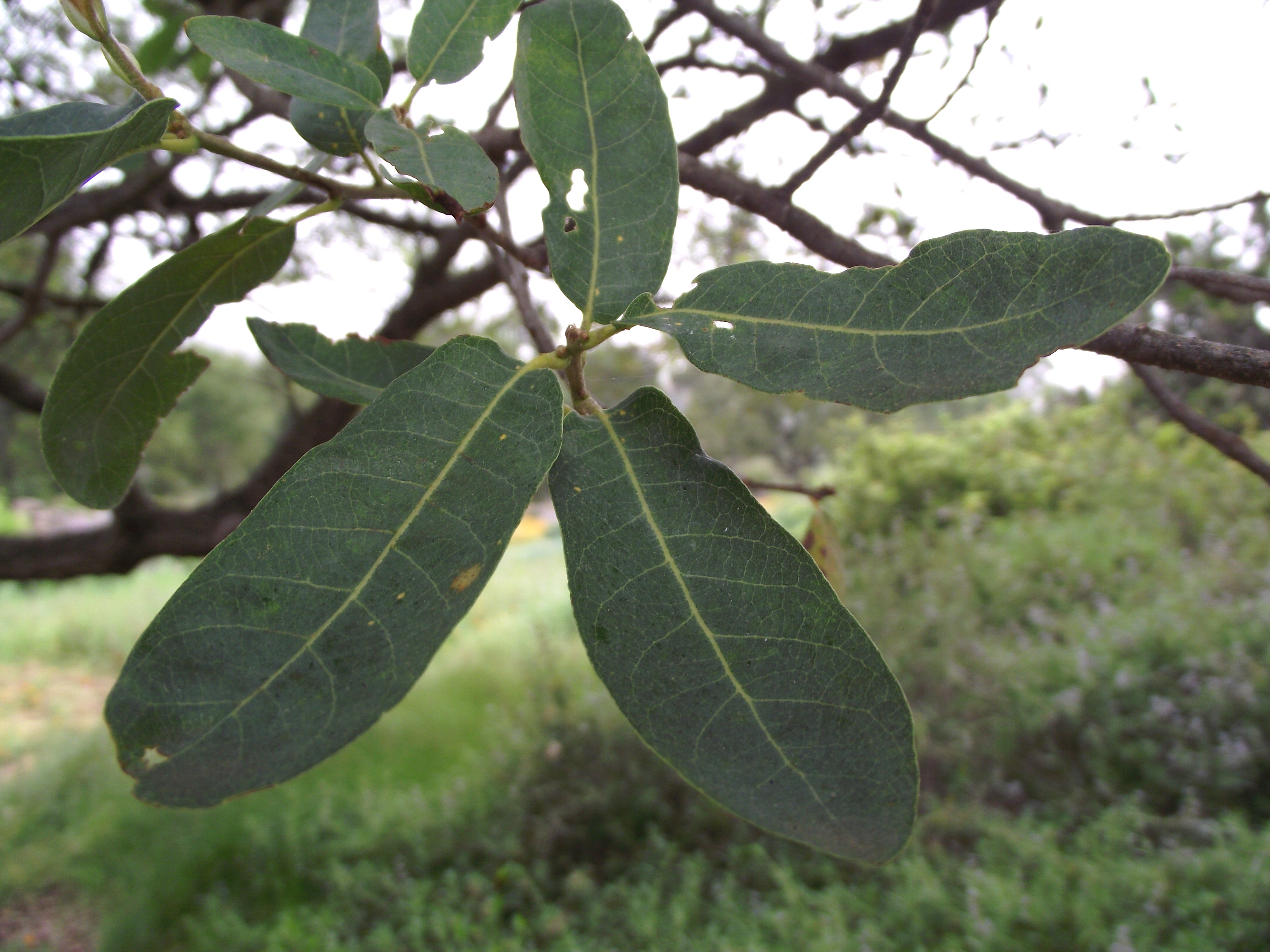
Fulles

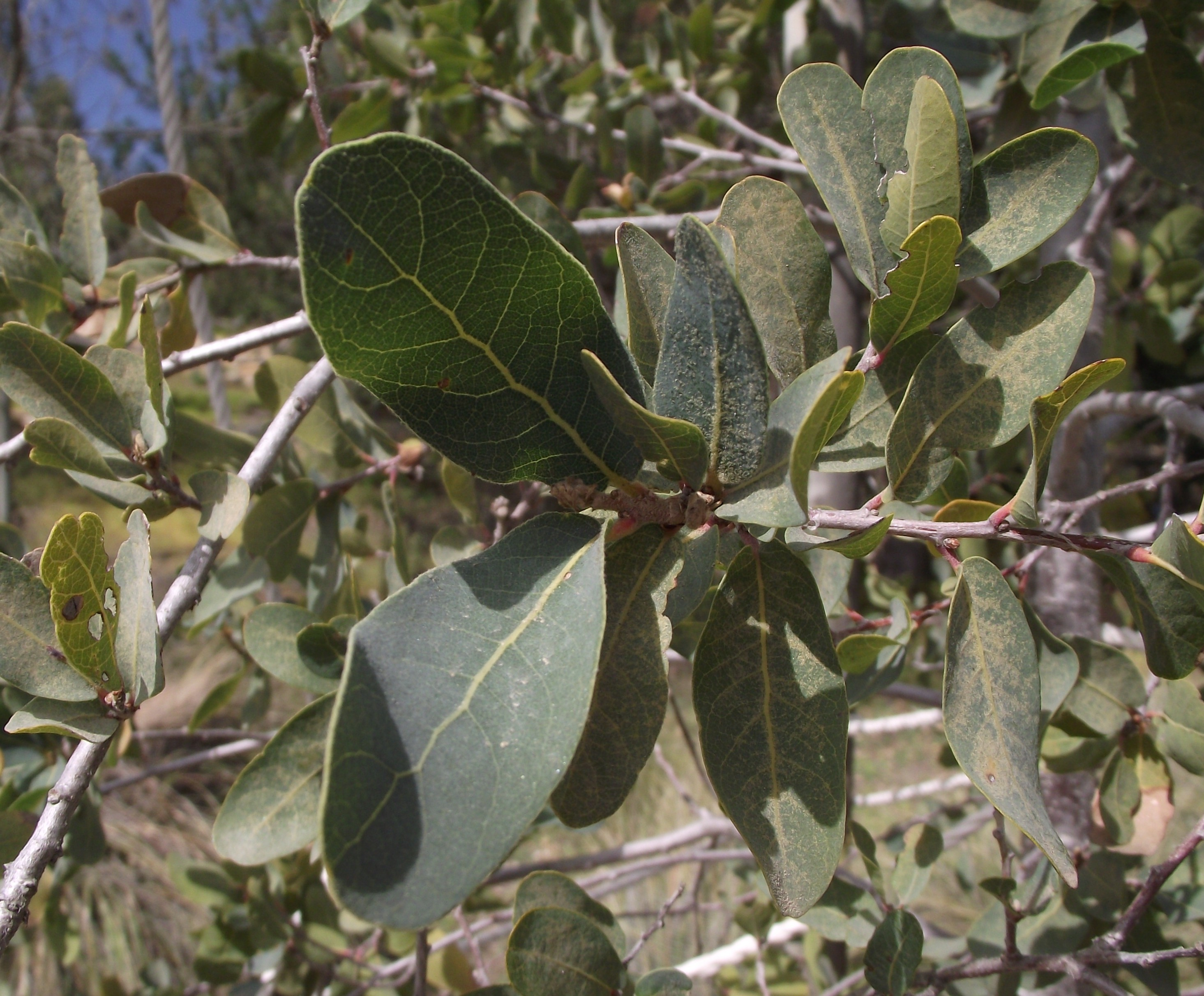
Detall

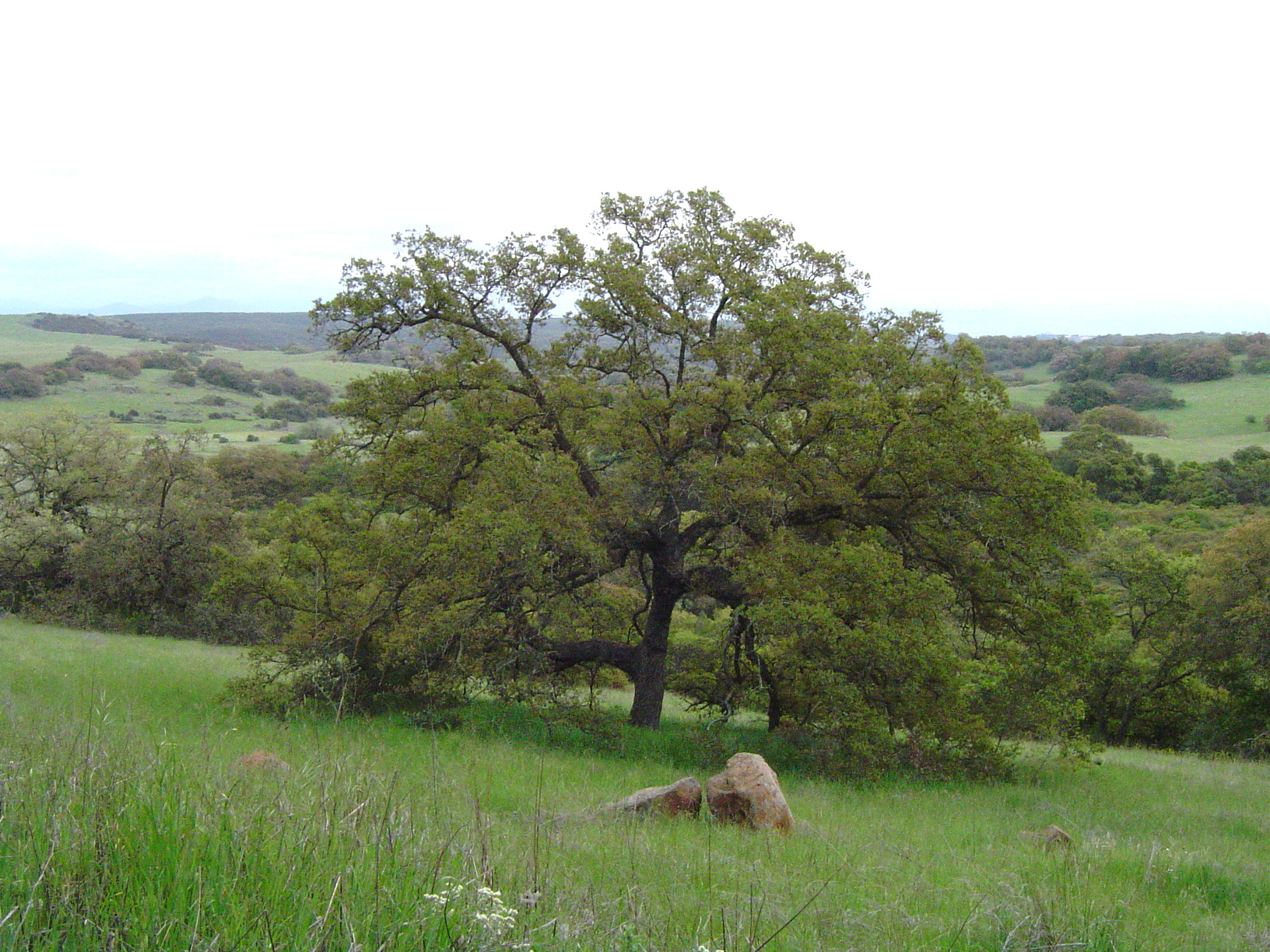
Vista de l'arbre

## Usos
La fusta és de color marró fosc i forta, però que es tendeix a deformar i dividir en assecar-se i, per tant, és de baix valor com a fusta.

## Distribució
Quercus engelmannii va des dels contraforts de les Muntanyes de San Gabriel a l'est del Comtat de Los Angeles a través de les Muntanyes de Santa Ana del Comtat d'Orange (Califòrnia) i els contraforts occidentals i taules de les Serres Peninsulars al Comtat de Riverside i al Comtat de San Diego, que s'estenen a la Sierra Juárez i la Sierra San Pedro Mártir àrees del nord de la Baixa Califòrnia. En general es troba en sabanes i boscos per sobre de la seca plana costanera, però per sota dels 1.300 metres d'altura, on predominen hiverns més freds. El Quercus engelmannii té una alçada més petita que la majoria dels roures de Califòrnia, i l'expansió suburbana a la Vall de San Gabriel s'ha eliminat la major part de roures de la zona nord de la serralada. Els principals llocs restants d'aquests tipus de roures es troben a l'Altiplà de Santa Rosa, a prop de Murrieta al comtat de Riverside, i el Black Mountain a prop de Ramona al Comtat de San Diego.
L'evidència fòssil mostra que els roures Engelmann una vegada va tenir una àrea més àmplia, que s'estenia a través del que avui són els deserts de l'est de Califòrnia i d'Arizona; Desert de Mojave i Desert de Sonora. El roure Engelmann està més estretament relacionat amb Quercus arizonica i Quercus oblongifolia, que són nadius en els boscos subtropicals dels boscos de pi i roure d'Arizona i nord de Mèxic. Quercus engelmannii és considerat com l'espècie més septentrional de roure subtropical, que es va quedar aïllat després que els seus parents més propers a l'est amb l'assecament dels deserts del sud-oest.

## Taxonomia
Quercus engelmannii va ser descrita per Edward Lee Greene i publicat a Illustrations of West American Oaks 1: 33, pl. 15, f. 2–3, pl. 17. 1889.
Etimologia
Quercus: nom genèric del llatí que designava igualment al roure i a l'alzina.
engelmannii: epítet atorgat en honor del botànic George Engelmann.